# Battle Fields Around Chattanooga
Battle Fields Around Chattanooga è un cortometraggio muto del 1913. Non si conosce il nome del regista del film, un documentario prodotto dalla Edison.

## Produzione
Il film fu prodotto dalla Edison Company. Venne girato nel Tennessee, nei pressi d Chattanooga, sui campi di battaglia di Lookout Mountain e di Missionary Ridge, i luoghi che, nel corso della guerra civile americana, furono teatro, tra il 24 e il 25 novembre 1863, di una battaglia che vide sul terreno le forze contrapposte dell'Unione, comandate da Ulysses S. Grant, William T. Sherman e George H. Thomas e quelle confederate al comando del generale Braxton Bragg.

## Distribuzione
Distribuito dalla General Film Company, il film - un breve documentario di 90 metri - uscì nelle sale cinematografiche degli Stati Uniti il 13 agosto 1913. Nelle proiezioni, veniva programmato con il sistema dello split reel, accorpato in un'unica bobina con un altro cortometraggio prodotto dalla Edison, la commedia The Right Number, But the Wrong House.